# Dodge Royal
Dodge Royal – samochód osobowy klasy luksusowej produkowany pod amerykańską marką Dodge w latach 1955 – 1956. 

## Historia i opis modelu

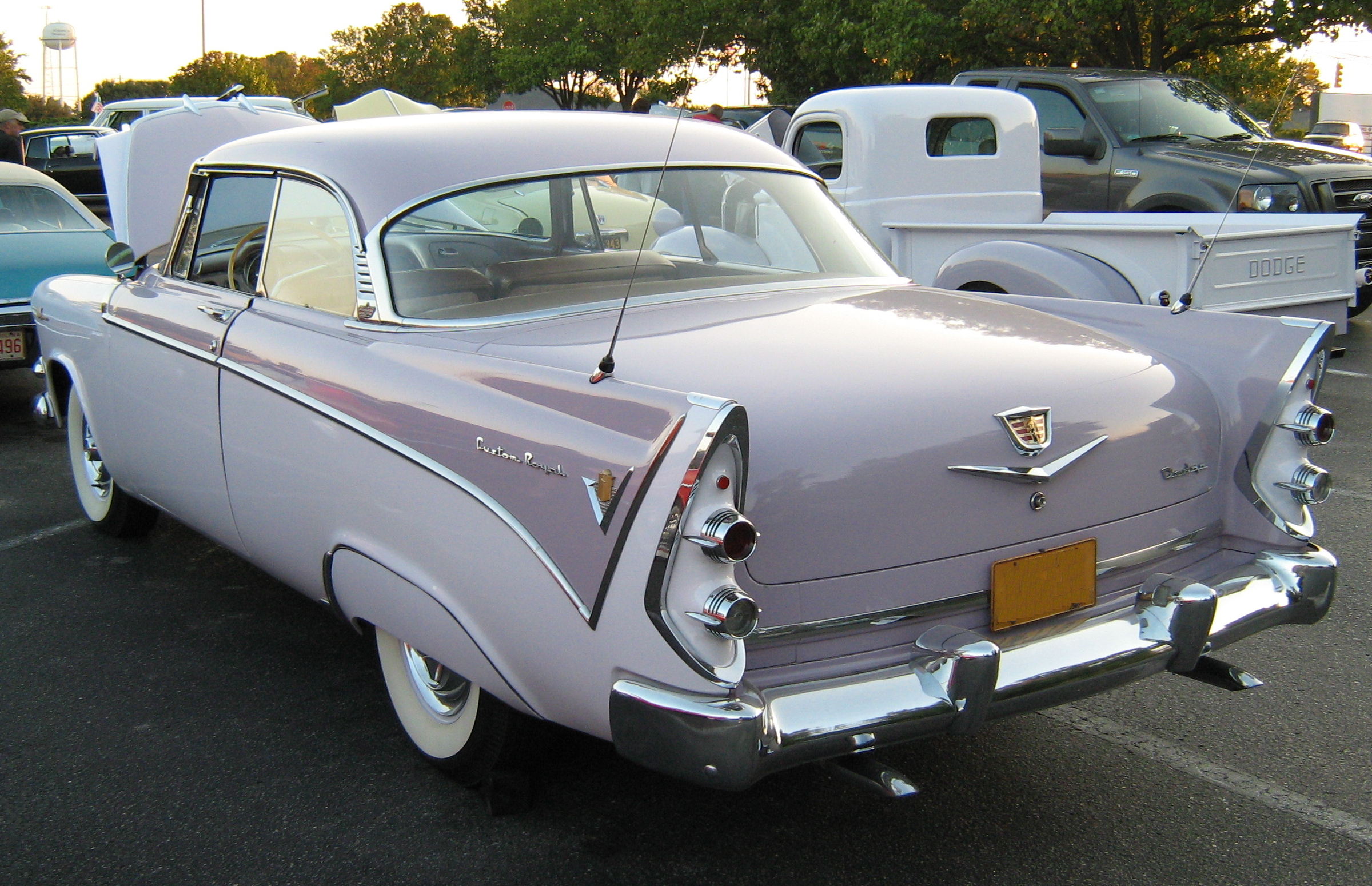
Dodge La Femme - tył

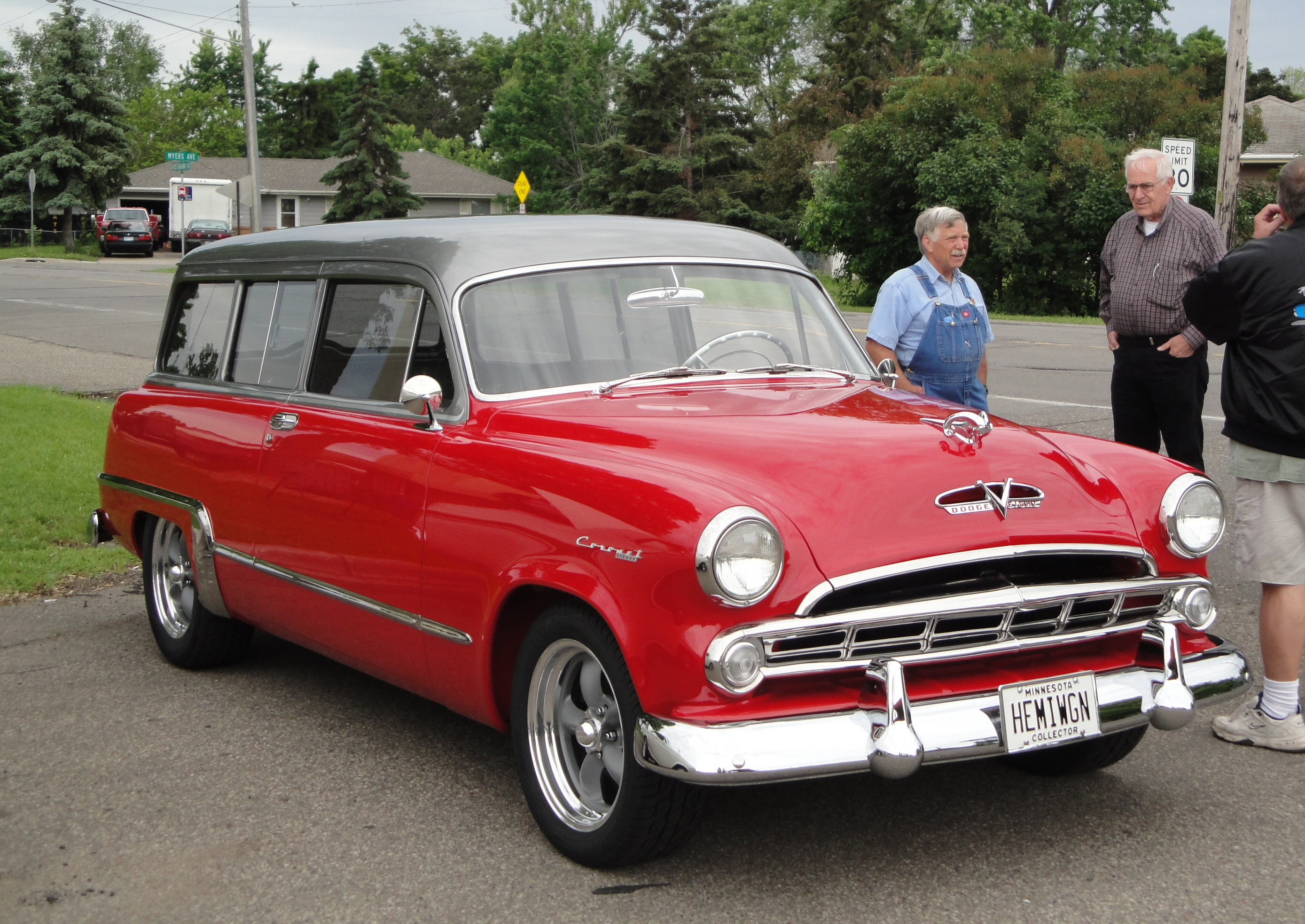
Dodge Sierra

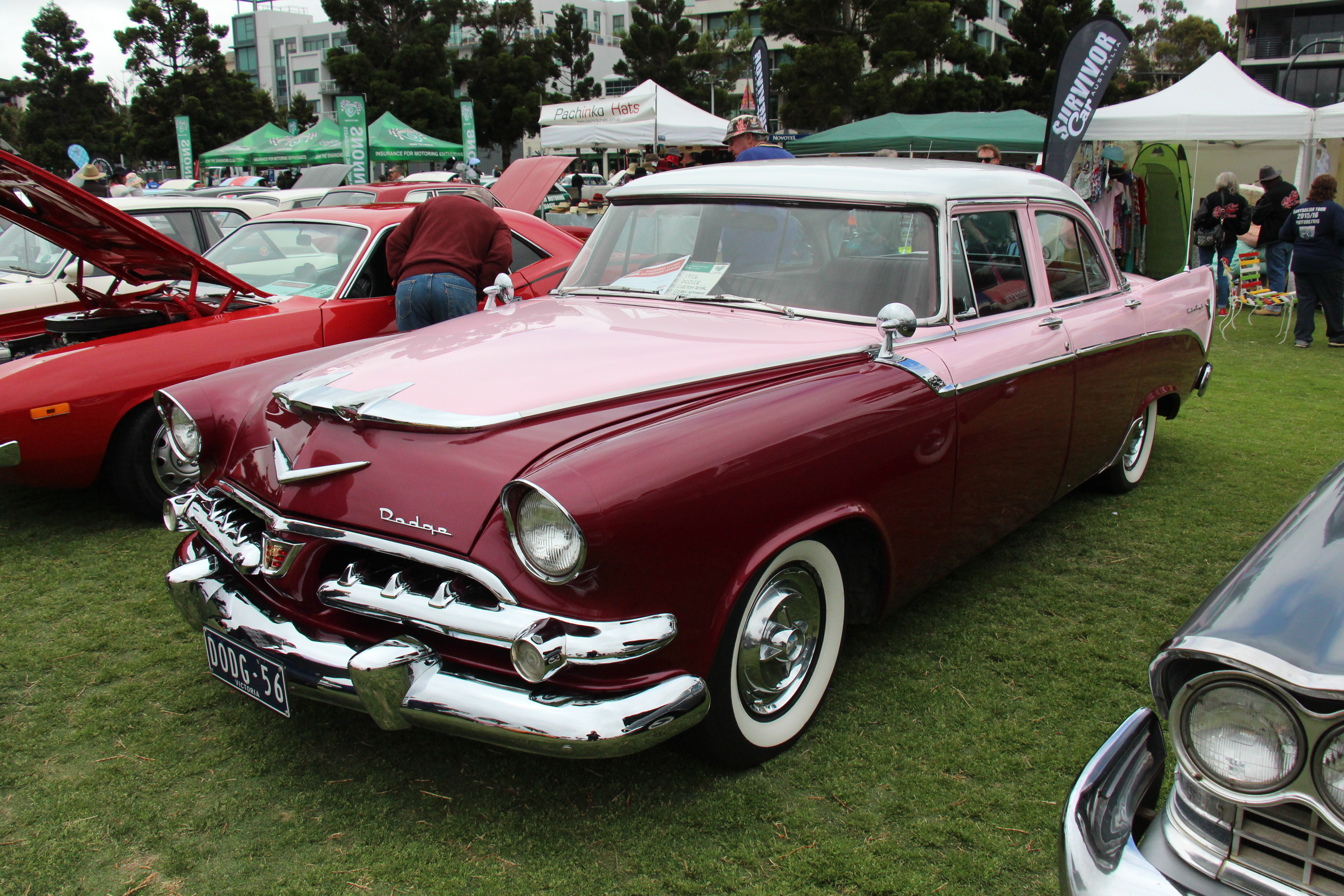
Dodge Custom Royal

W 1955 roku do sprzedaży w Ameryce Północnej trafiła seria modelowa dużych, luksusowych samochodów opracowanych w ramach koncernu Chrysler. W ten sposób powstał duży sedan o nazwie Royal, na którym oparto także bliźniacze konstrukcje. W zależności od poziomu wyposażenia, poszczególne modele Dodge'a oparte na modelu Royal odróżniały się malowaniem nadwozia, a także kolorem, wersją nadwozia i nazwą. Dwa z nich utworzyły potem dwie, niezależne linie modelowe - Custom Royal i Coronet.

### Warianty
- Royal
- Custom Royal
- Coronet
- Kingsway
- La Femme
- Sierra
- Suburban

### Silnik
- L6 3.8l Getaway
- V8 4.4l Red Ram
- V8 5.3l
- V8 5.7l
- V8 5.9l